# R Cancri
R Cancri (kurz R Cnc) ist ein rötlicher veränderlicher Stern des Sternbilds Krebs. Nach im Dezember 2020 veröffentlichten Auswertungen der Messergebnisse der Raumsonde Gaia ist er etwa 830 Lichtjahre von der Erde entfernt. Im Maximum weist dieser Mirastern eine gerade unter der Sichtbarkeitsgrenze des bloßen Auges liegende scheinbare Helligkeit von 6,07m auf, im Minimum ist er nur in starken Fernrohren als Stern der Größe 12,3 kenntlich. Die Veränderlichkeit der Helligkeit wurde im Jahr 1829 von Friedrich Magnus Schwerd entdeckt; ihre Periode beträgt etwa 357 Tage, ist aber starken Schwankungen unterworfen. Auch der Spektraltyp des Sterns variiert zwischen M6e und M9e.